# Chenebier
Chenebier [ʃənbje] ist eine französische Gemeinde im Département Haute-Saône in der Region Bourgogne-Franche-Comté.

## Geographie
Chenebier liegt auf einer Höhe von 350 m über dem Meeresspiegel, acht Kilometer nordnordwestlich von Héricourt und etwa elf Kilometer westlich der Stadt Belfort (Luftlinie). Das Dorf erstreckt sich im südlichen Vorland der Vogesen, in einem Talbecken der Lizaine, am Ruisseau de Chenebier und am Ostfuß des Chérimont.
Die Fläche des 9,05 km² großen Gemeindegebiets umfasst einen Abschnitt im südlichen Vogesenvorland. Der zentrale Teil des Gebietes wird von einer breiten Talmulde eingenommen, die durchschnittlich auf 360 m liegt. Mehrere Bäche, darunter der Ruisseau de Chenebier, führen ihr Wasser der Lizaine zu, welche streckenweise die östliche Gemeindegrenze bildet und für die Entwässerung zum Allan sorgt. In Mulden- und Tallagen befinden sich zahlreiche Weiher, die einst für die Fischzucht angelegt wurden. Das Gebiet ist überwiegend von Acker- und Wiesland bestanden. Flankiert wird die Mulde von Chenebier im Süden vom Bois de la Thure, in dem mit 472 m die höchste Erhebung der Gemeinde erreicht wird, im Norden von den Ausläufern des Chérimont (bis 445 m). Diese Erhebungen gehören zum Hügelland, das die südwestliche Fortsetzung der Vogesen bildet und teils aus Buntsandstein, teils aus permischen Schichten aufgebaut ist, teils tritt auch das kristalline Grundgebirge zutage. Die nördliche Abgrenzung verläuft im Tal des Ruisseau des Noriandes (Zufluss der Lizaine).
Zu Chenebier gehören die Weiler La Louvière (380 m), La Neuvelle (375 m) und La Revenue (370 m). Nachbargemeinden von Chenebier sind Champagney im Norden, Échavanne und Frahier-et-Chatebier im Osten, Chagey und Luze im Süden sowie Étobon im Westen.

## Geschichte

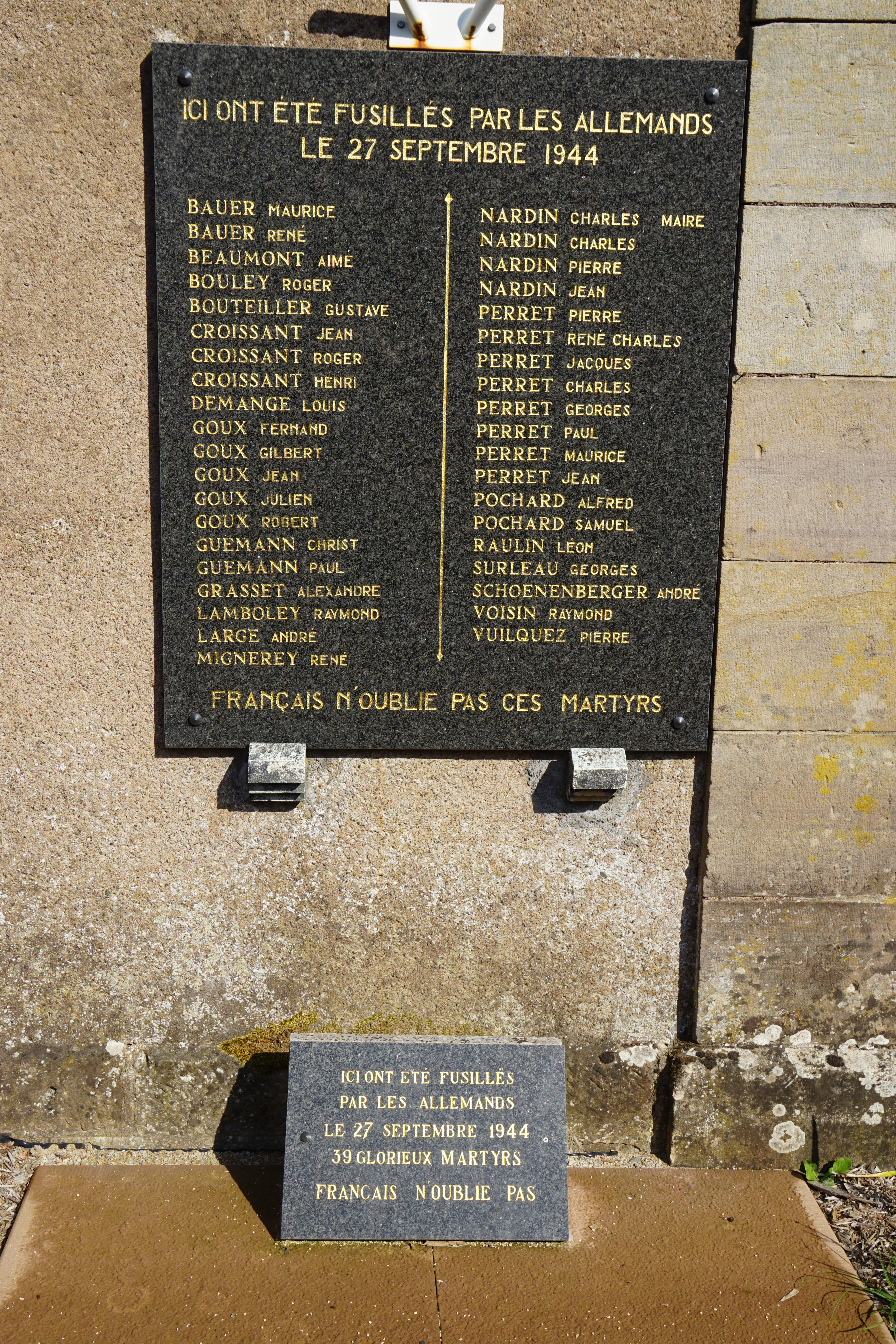
Gedenktafel für die von den Deutschen ermordeten Franzosen an der lutherischen Kirche

Erstmals urkundlich erwähnt wird Chenebier im Jahr 1150. Der Ort entwickelte sich vermutlich bei einem ehemaligen Zisterzienserkloster. Im Mittelalter gehörte Chenebier zur Herrschaft Héricourt. Während des Dreißigjährigen Krieges wurde der Ort 1636 von schwedischen Truppen heimgesucht und gebrandschatzt. Im Jahr 1748 gelangte Chenebier vertraglich endgültig an die französische Krone.

Am 27. September 1944 wurden 39 französische Männer aus dem Nachbarort Étobon in Chenebier an der westlichen Mauer der lutherischen Kirche von deutschen Soldaten als angebliche „Terroristen“ erschossen. An der Stelle wurde eine Gedenktafel mit den Namen der Opfer angebracht. 
Seit 2001 ist Chenebier Mitglied des 20 Ortschaften umfassenden Gemeindeverbandes Communauté de communes du Pays d’Héricourt.

## Sehenswürdigkeiten

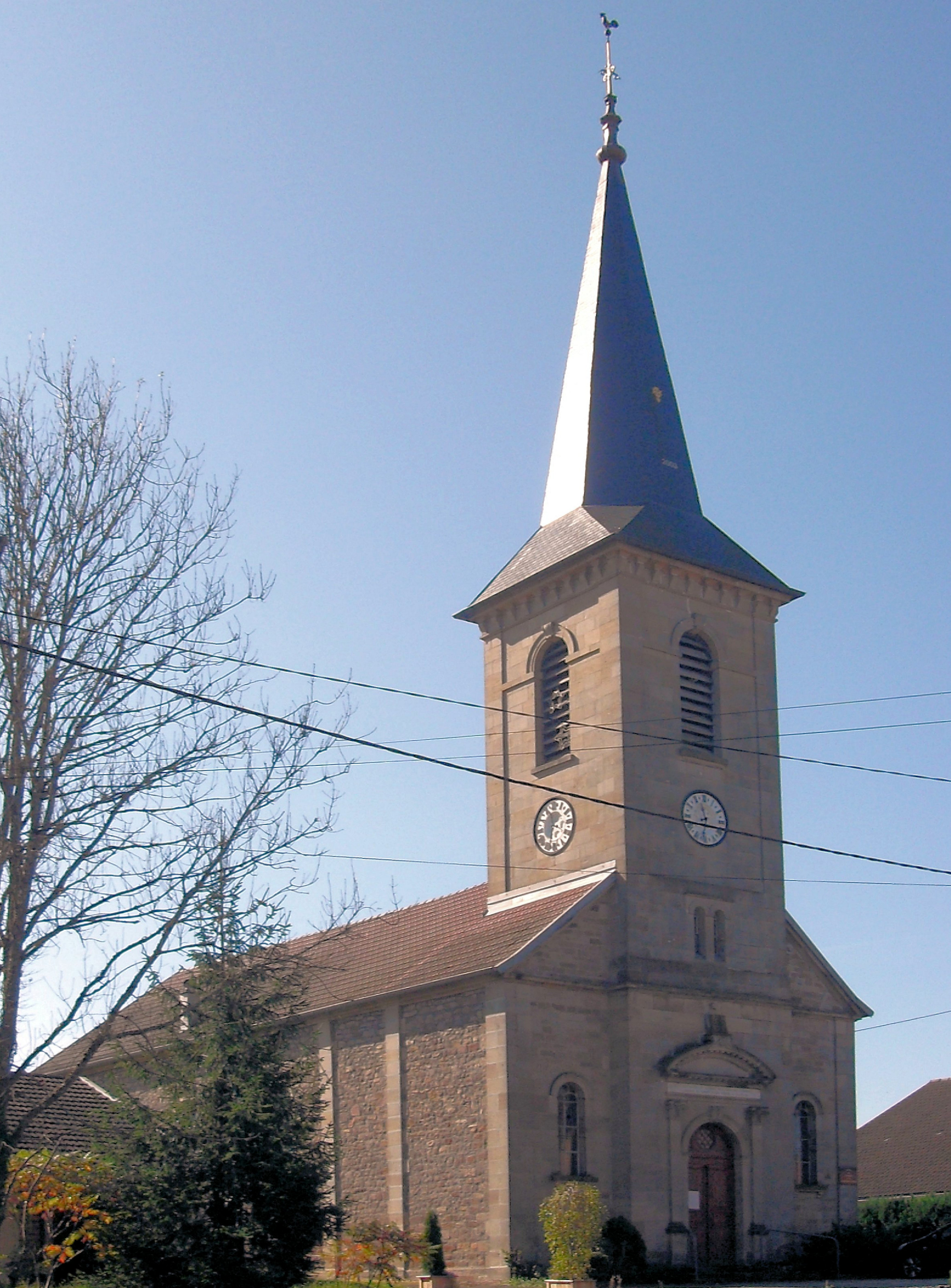
Lutherische Kirche

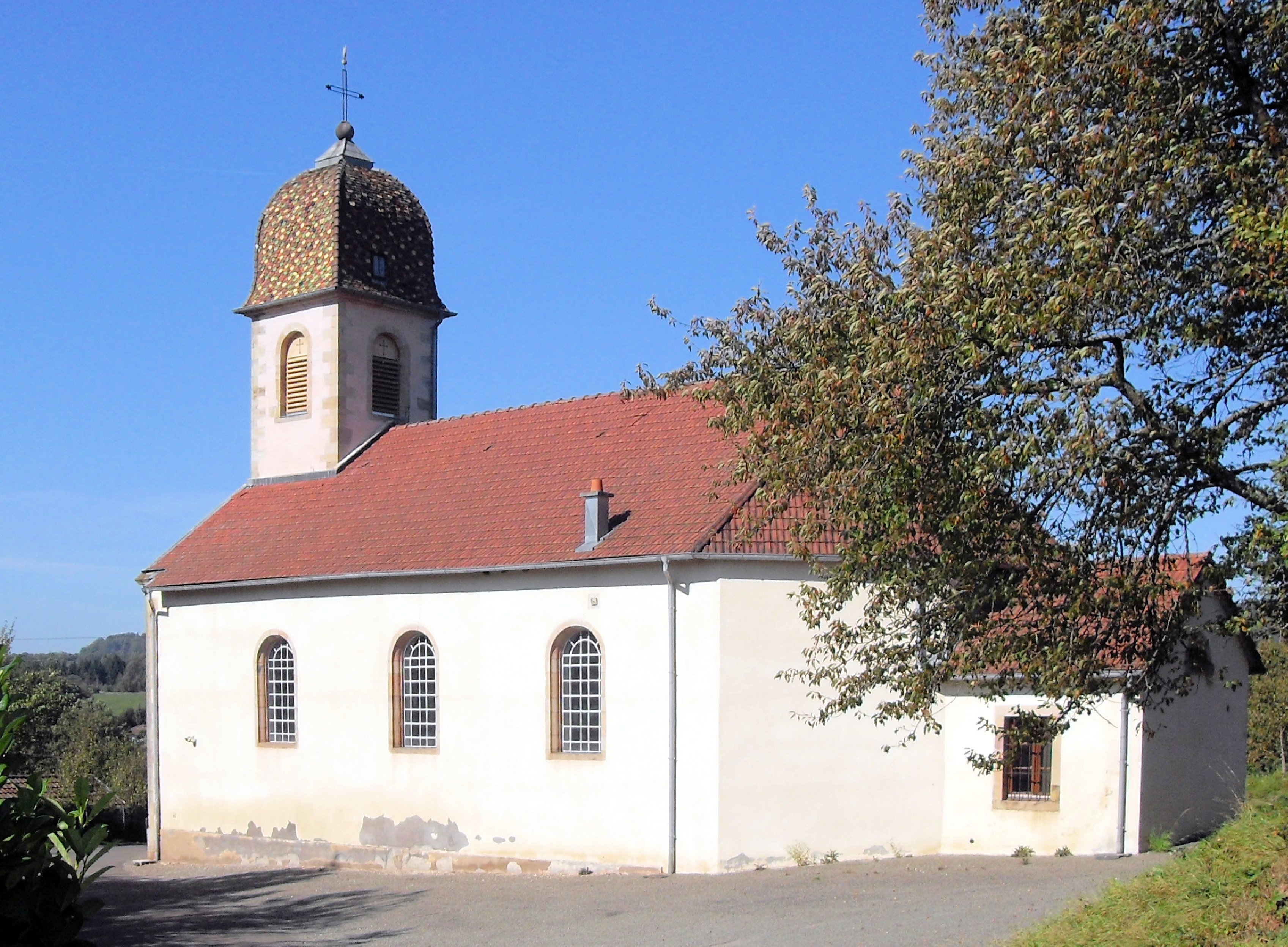
Katholische Kirche Mariä Himmelfahrt

Die lutherische Kirche wurde im 19. Jahrhundert an der Stelle des früheren Gotteshauses neu erbaut; zur Ausstattung gehört ein vergoldeter Silberkelch (17. Jahrhundert). Die Kirchengemeinde, bis dahin eine Filiale der Gemeinde in Étobon, erhob der König 1837 zu einer eigenständigen Gemeinde. Heute gehört sie mit elf weiteren zum lutherischen Pfarrverbund Le Mont Vaudois. Die ebenfalls aus dem 19. Jahrhundert stammende katholische Kirche besitzt einen Altar aus dem 18. Jahrhundert.

## Bevölkerung
| Jahr                       | 1962 | 1968 | 1975 | 1982 | 1990 | 1999 | 2011 | 2020 |
| Einwohner                  | 339  | 367  | 418  | 548  | 641  | 695  | 728  | 695  |
| Quellen: Cassini und INSEE |      |      |      |      |      |      |      |      |

Mit 685 Einwohnern (2006) gehört Chenebier zu den kleinen Gemeinden des Départements Haute-Saône. Nachdem die Einwohnerzahl in der ersten Hälfte des 20. Jahrhunderts deutlich abgenommen hatte (1886 wurden noch 596 Personen gezählt), wurde seit Beginn der 1970er Jahre wieder ein kräftiges Bevölkerungswachstum verzeichnet. Seither hat sich die Einwohnerzahl fast verdoppelt.

## Wirtschaft und Infrastruktur
Chenebier war bis weit ins 20. Jahrhundert hinein ein vorwiegend durch die Landwirtschaft (Ackerbau, Obstbau und Viehzucht), die Fischzucht und die Forstwirtschaft geprägtes Dorf. Daneben gibt es heute verschiedene Betriebe des lokalen Kleingewerbes (Nahrungsmittelverarbeitung, mechanische Werkstätten). Mittlerweile hat sich das Dorf auch zu einer Wohngemeinde gewandelt. Viele Erwerbstätige sind deshalb Wegpendler, die in den größeren Ortschaften der Umgebung und im Agglomerationsraum Belfort-Montbéliard ihrer Arbeit nachgehen.
Die Ortschaft liegt abseits der größeren Durchgangsachsen an einer Departementsstraße, die von Héricourt nach Échavanne führt. Der nächste Anschluss an die Autobahn A36 befindet sich in einer Entfernung von ungefähr 16 km. Weitere Straßenverbindungen bestehen mit Étobon, Frahier-et-Chatebier und Châlonvillars.